# Dedans (roman)
Dedans est une autobiographie romancée d'Hélène Cixous publié en 1969 aux éditions Grasset et ayant reçu la même année le prix Médicis.

## Résumé
L'œuvre lui est inspirée par le traumatisme profond vécu après la mort prématurée de son père alors qu'elle n'avait que onze ans.

## Éditions
- Dedans, éditions Grasset, 1969.